# Kyniska
Kyniska (stgr. Κυνίσκα, ur. ok. 430 p.n.e.) – spartańska księżniczka; pierwsza kobieta, która wygrała w starożytnych igrzyskach olimpijskich.

## Życiorys
Kyniska była córką Archidamosa II, króla Sparty z dynastii Eurypontydów i siostrą dwóch przyszłych monarchów tej polis – Agisa II i Agesilaosa II. Nie są znane informacje na temat małżeństwa i potomstwa Kyniski.
W 396 p.n.e., a także w 392 p.n.e., uczestniczyła – jako właścicielka czterokonnego rydwanu wystawionego w zawodach – w igrzyskach w Olimpii. Kobiety nie mogły startować w zawodach, ani nawet przebywać w Olimpii podczas igrzysk. Wyścigi rydwanów nie wymagały jednak jej obecności w Olimpii – podobnie jak inni właściciele, Kyniska wynajęła woźnicę. Jej rydwan wygrał zawody w dwóch olimpiadach.
Według Ksenofonta i Plutarcha do udziału w zawodach namówić miał ją brat Agesilaos, aby zademonstrować, że zwycięstwa w tej dyscyplinie zawdzięczane są bogactwu i nakładom pieniężnym, a nie cnocie. Grecki geograf, Pauzaniasz, przypisywał Kynisce ambicje i dążenie do wygranej w igrzyskach. Spartańska księżniczka była pierwszą kobietą zajmującą się hodowlą koni i pierwszą kobietą, która zdobyła laury olimpijskie.
By upamiętnić swoje zwycięstwo, Kyniska ufundowała na terenie sanktuarium w Olimpii pomnik rydwanu z woźnicą i brązowymi końmi, a także posąg przedstawiający ją samą. Prace wykonał Appelleas z Megary, który specjalizował się w rzeźbach kobiet. Inskrypcja w dialekcie doryckim na jej pomniku głosiła:

Moi przodkowie i bracia byli królami Sparty. Ja, Kyniska, zwycięzca z rydwanem szybkonogich koni, wystawiłam ten pomnik. Powiadam, jestem jedyną kobietą w całej Grecji która zdobyła ten wieniec .

stgr. Σπάρτας μὲν βασιλῆες ἐμοὶ πατέρες καὶ ἀδελφοί, ἅρματι δ’ ὠκυπόδων ἵππων νικῶσα Κυνίσκα εἰκόνα τάνδ’ ἔστασεν μόναν δ’ ἐμέ φαμι γυναικῶν Ἑλλάδος ἐκ πάσας τόν[-] δε λαβεν στέφανον. Ἀπελλέας Καλλικλέος ἐπόησε.

trb. Spartas men basilees emoj pateres kaj adelphoj, armati d’ okypodon ippon nikosa Kyniska ejkona tand’ estasen monan d’ eme phami gynajkon Ellados ek pasas ton[-] de laben stephanon. Apelleas Kallikleos epoese.

Dla uczczenia Kyniski wzniesiono w Sparcie heroon koło Platanistas, gdzie urządzano atletyczne zawody sportowe.
W ślady Kyniski poszły inne kobiety spartańskie – w roku 368 p.n.e. w wyścigach dwukonnych rydwanów zwyciężyła Euryleonis. Kolejną zwyciężczynią w wyścigach dwukonnych rydwanów na starożytnych igrzyskach olimpijskich w 264 p.n.e. i prawdopodobnie również w wyścigach czterokonnych rydwanów podczas igrzysk w 268 p.n.e. była Bilistiche – metresa Ptolemeusza II Filadelfosa (308–246 p.n.e.).